# SS America (1939)
Az SS America egy amerikai óceánjáró volt. Arról híres, hogy 1994-ben a Kanári-szigeteknél partra futott, majd a roncsa 19 éven át a part mellett állt a vízben, míg lassan össze nem omlott.

## Története
A hajót 1938–40 között építették New Yorkban, és SS America néven, óceánjáróként állt szolgálatba. Egy évvel később az amerikai haditengerészet lefoglalta, és USS West Point néven csapatszállításra használták a második világháborúban. 1946 után ismét America lett a neve, és 1964-ig dolgozott. Ekkor egy görög vállalat, a Chandris vette meg, és átkeresztelték SS Australisra. 1978-ban ismét továbbadták, ezúttal Új-Zélandra, ahol újra az America nevet kapta. Ám alig egy hónap múlva a Chandris visszavásárolta, és az SS Italis névre tett szert. Egy év múlva megint új tulajhoz került, és megkapta az SS Noga nevet; börtönhajót akartak csinálni belőle, de ez sosem valósult meg, a társaság nem sokkal később SS Alfredosra keresztelte, óceánjárónak. 

### Pusztulása
Ezután végleg kivonták a forgalomból, és 1993-ban szétbontásra adták el, de egy thai üzletember megvette, hogy egy ötcsillagos hotellé alakítsa át Thaiföldön, immár állóhajóként. Ekkor nevezték át utoljára, az SS American Star nevet kapta, bár ezzel a névvel sosem hajózott. Egy görögországi hajógyárban eltávolították motorját és hajócsavarjait. 1993. december 31-én egy ukrán vontatóhajó rácsatlakozott, és elindult vele Thaiföld felé. Útjuk közben viharba kerültek, a vontatókötelek elszakadtak. Az American Staron utazó embereket helikopterrel mentették ki, a hajót magára hagyták. 1994. január 18-án, reggel 6:15-kor az üres óceánjáró partra futott a Kanári-szigetekhez tartozó Fuerteventura egyik strandján. 
48 óra múlva a hajó kettétört. Innentől kezdve nyilvánvalóvá vált, hogy a tulajdonos nem fogja megmenteni a hajót, hiszen használhatatlanná vált. A hajótat 1996-ban összeomlott, és elsüllyedt. Az orr viszont egészen 2005-ig egyenesen állt a parton. A tengervíz gyakorlatilag feloldotta az acélt, az óceánjáró elrozsdásodott, darabok szakadtak le róla, és sokan csak azért látogattak el a szigetre, hogy egy pillantást vethessenek a széthullott hajóra. 2005-ben a hajó a bal oldala felé kezdett dőlni, mígnem 2007-ben a roncs feladta harcát a természet ellen és eldőlt, majd lassan belesüppedt az iszapba. A hajó elsüllyedt, és 2013 óta csak apály idején látszik ki a vízből néhány megmaradt vasdarab. 
A roncs koordinátái: 28°20'46.11"N 14°10'48.09"W

## Galéria

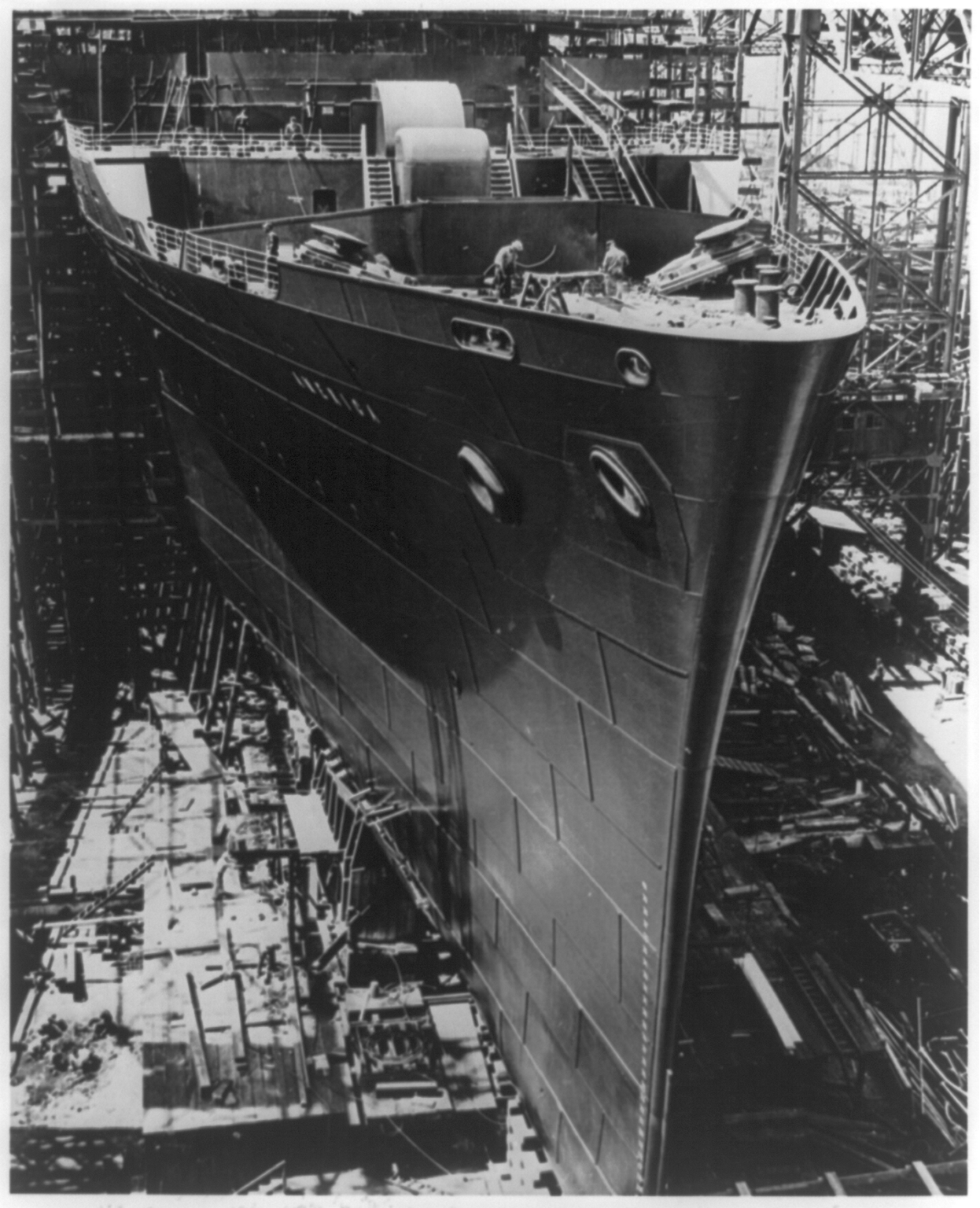
A hajó építése 1938-ban
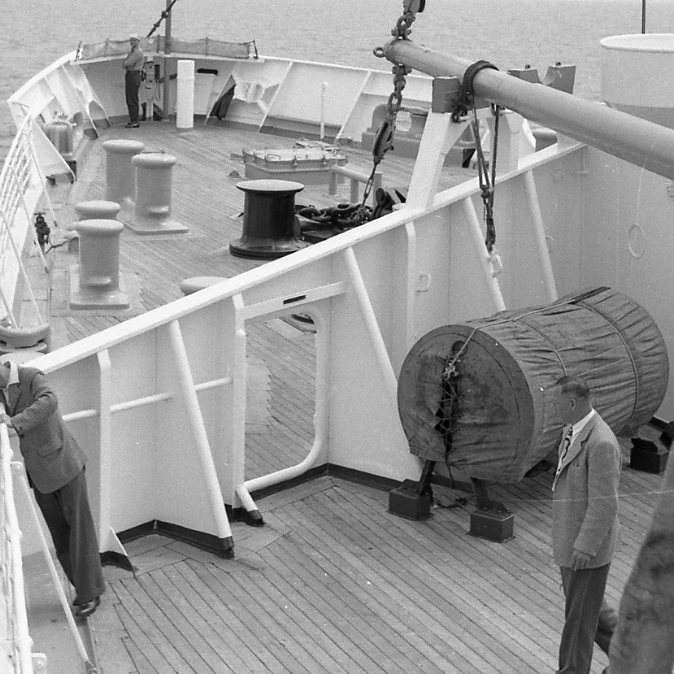
Az orrfedélzet
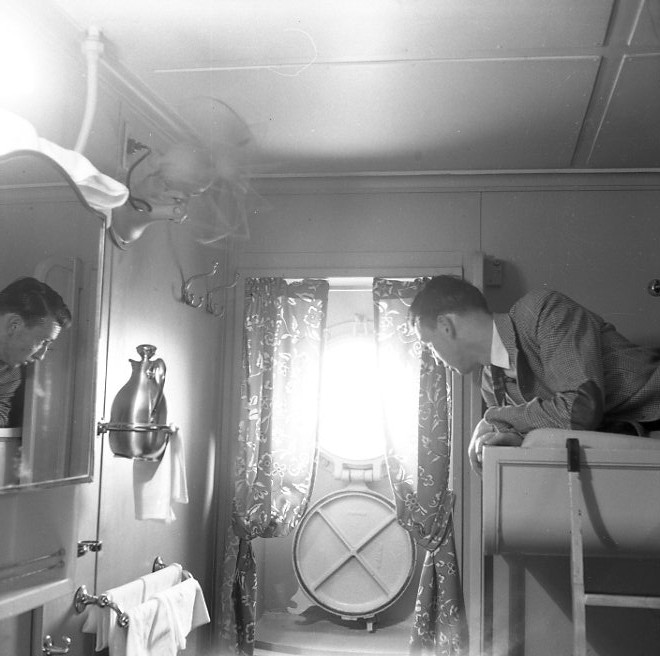
Egy kabin
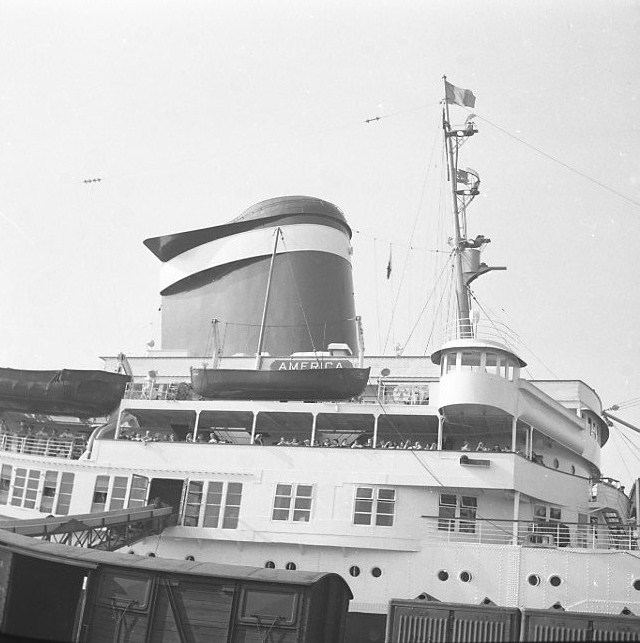
Felső fedélzet
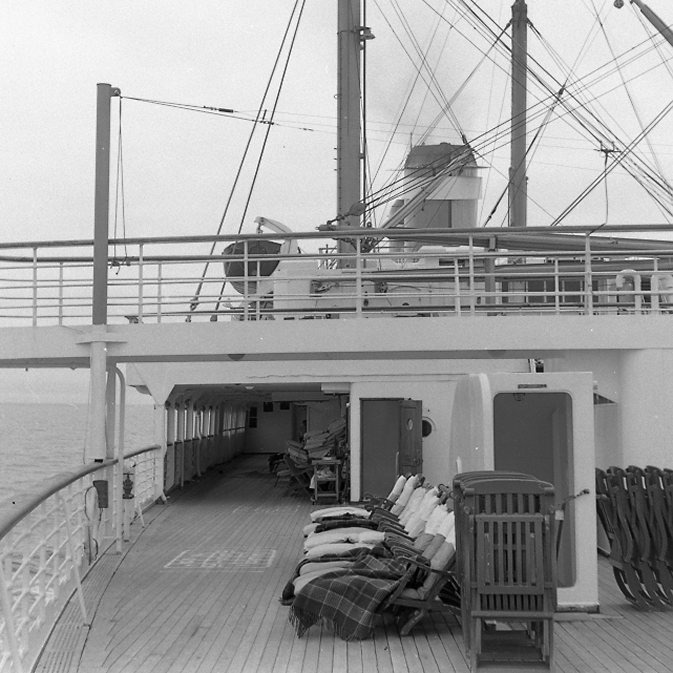
Sétafedélzet
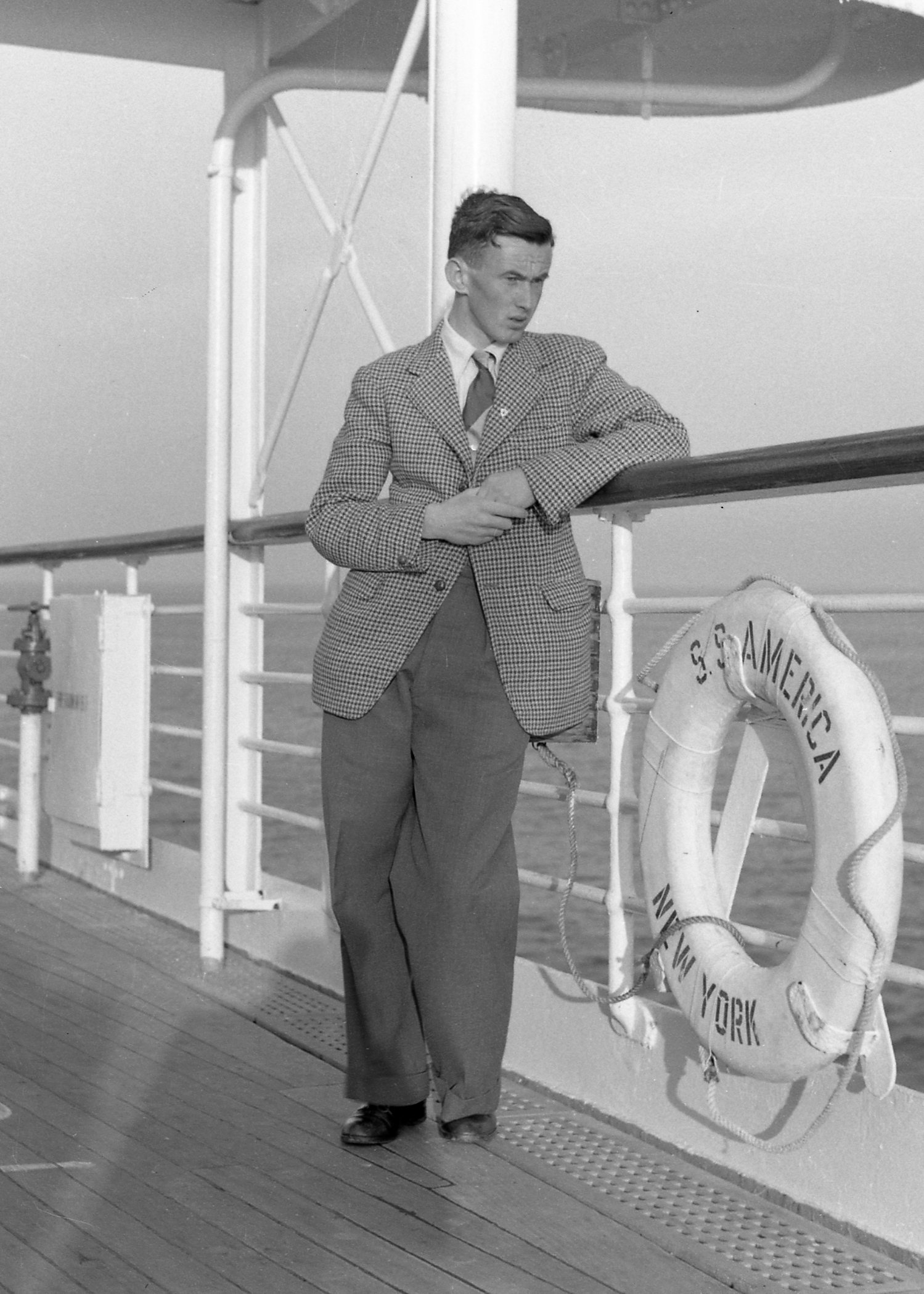
Fedélzet egy utassal
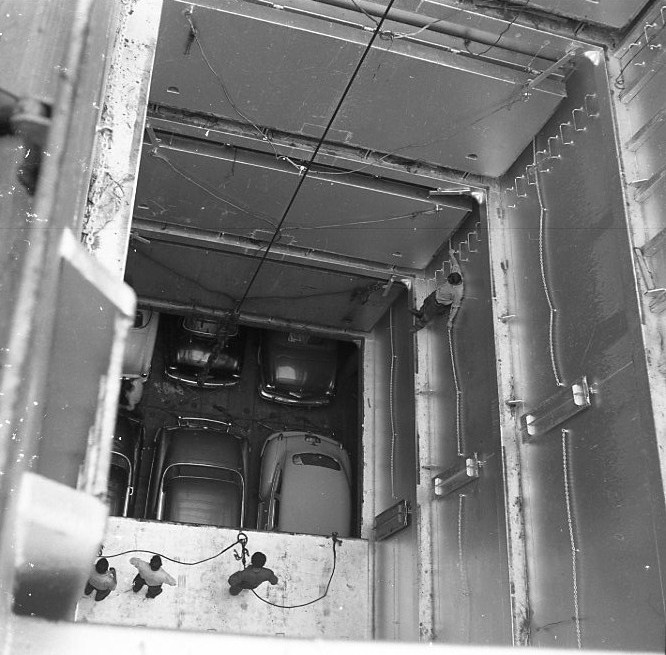
Autók a raktérben
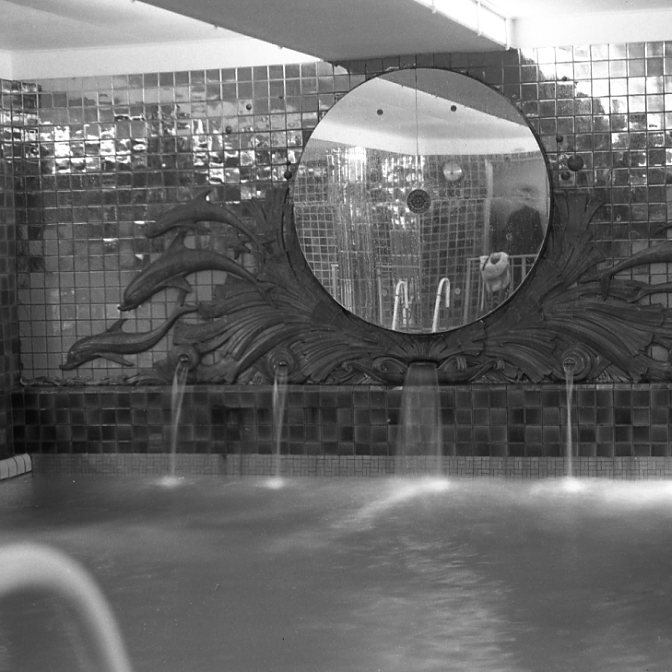
Az America első útjára indul
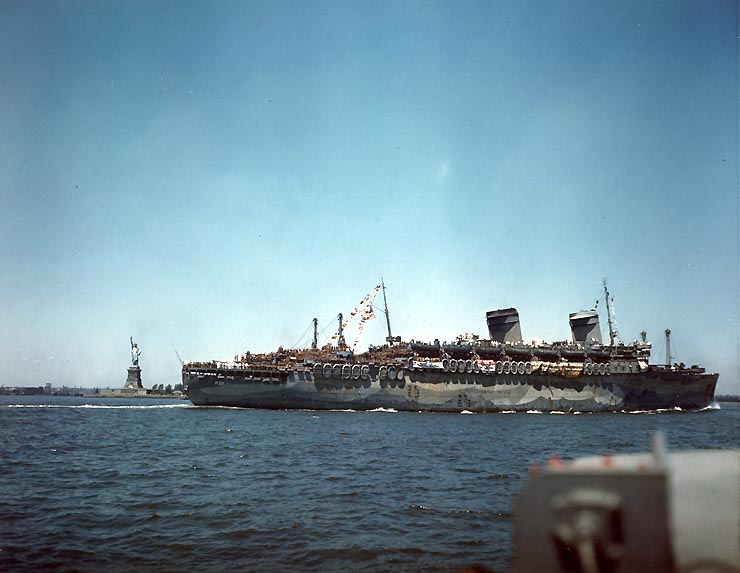
A West Point elhagyja New Yorkot
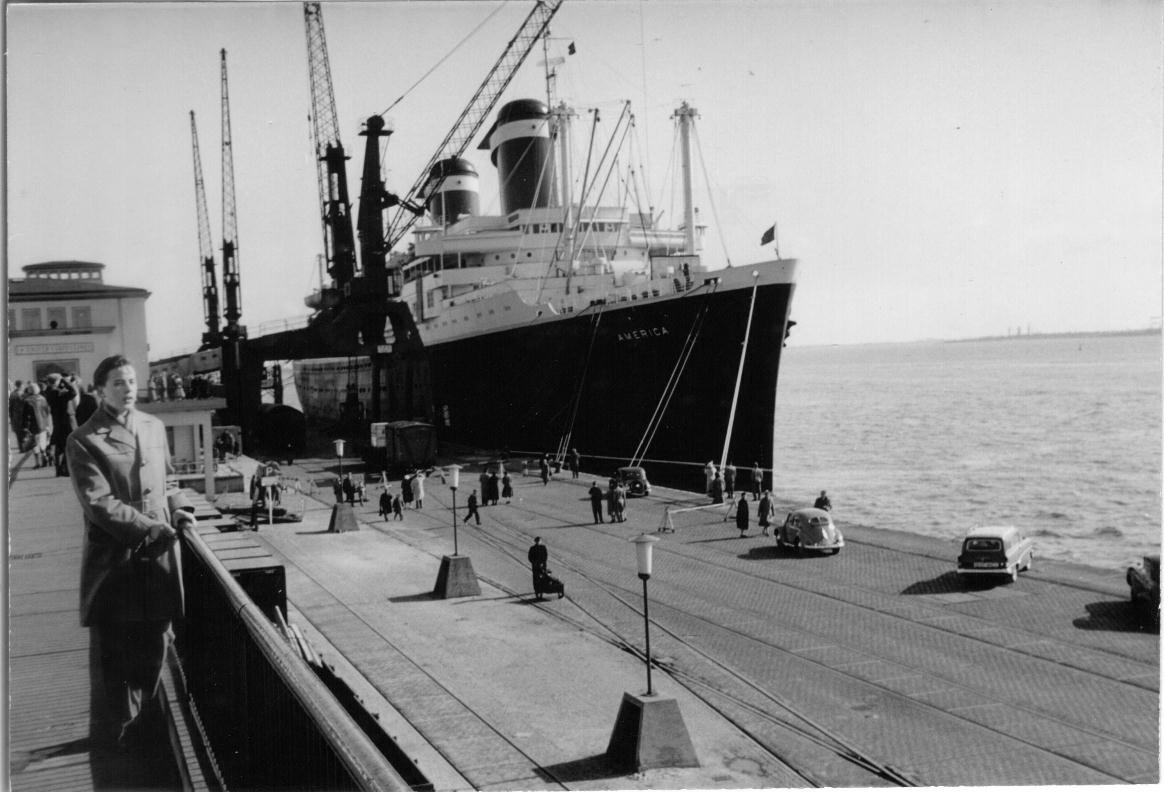
Az America 1958-ban
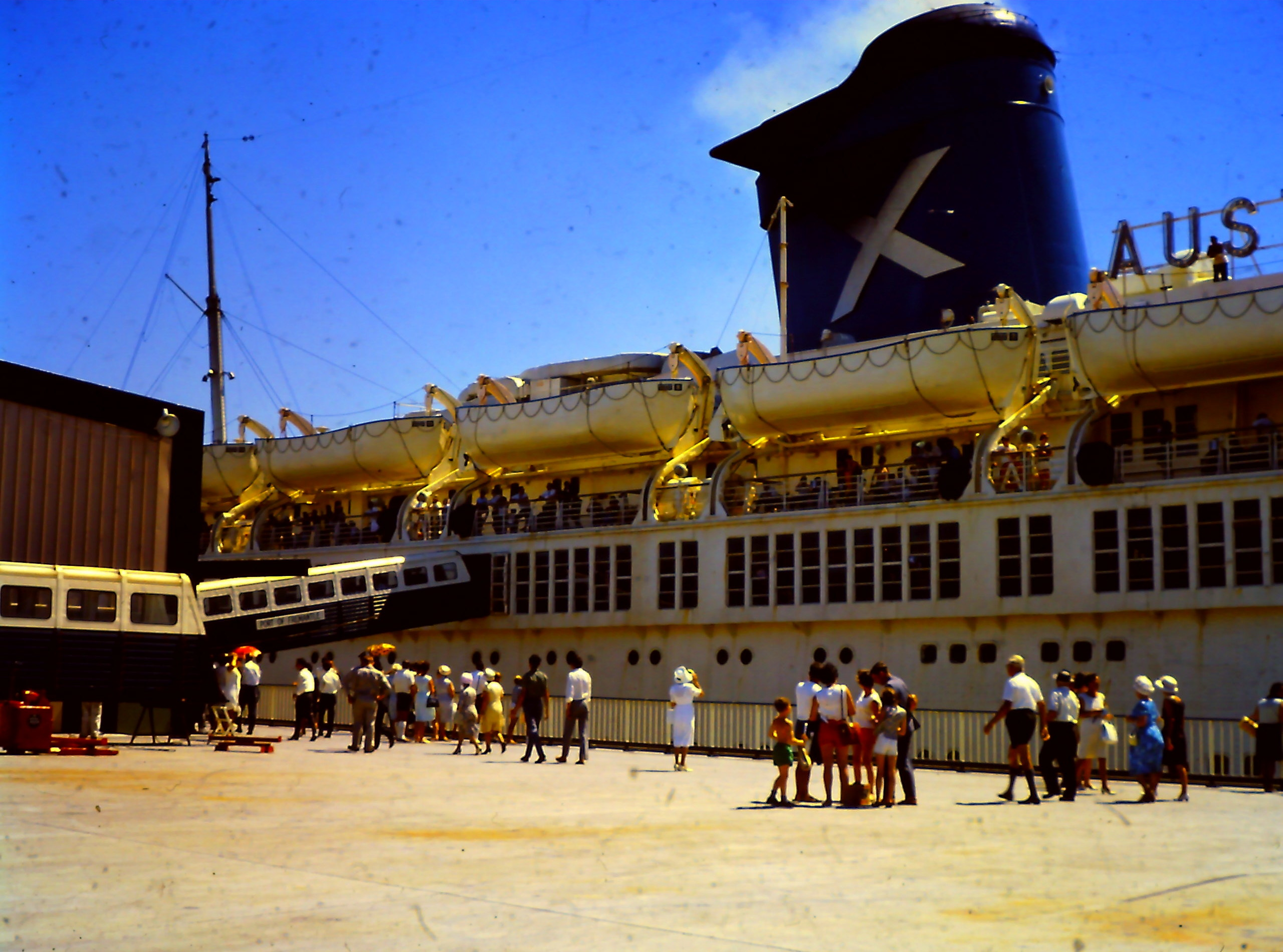
Az American Star partra futásának napján
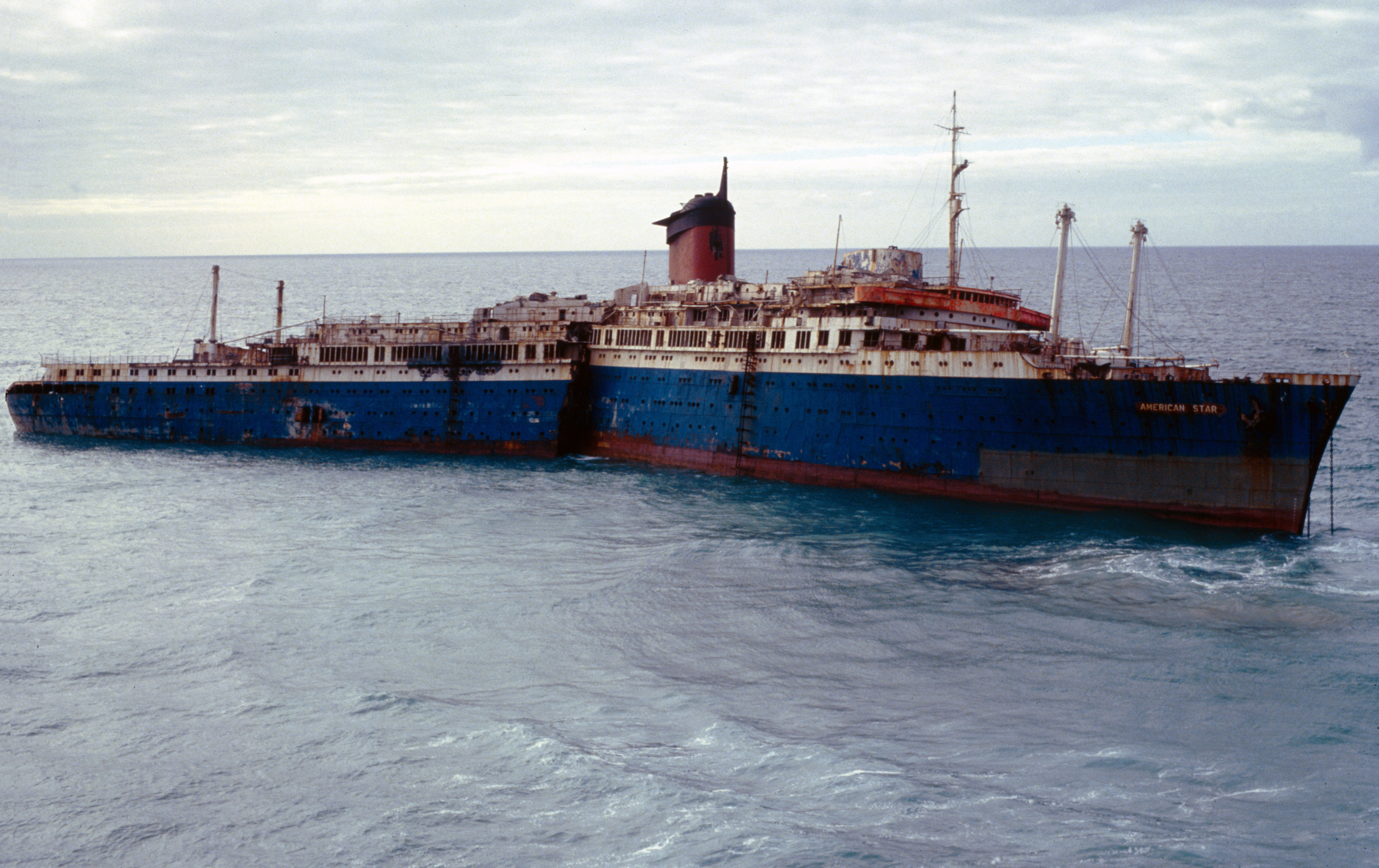
A kettétört roncs
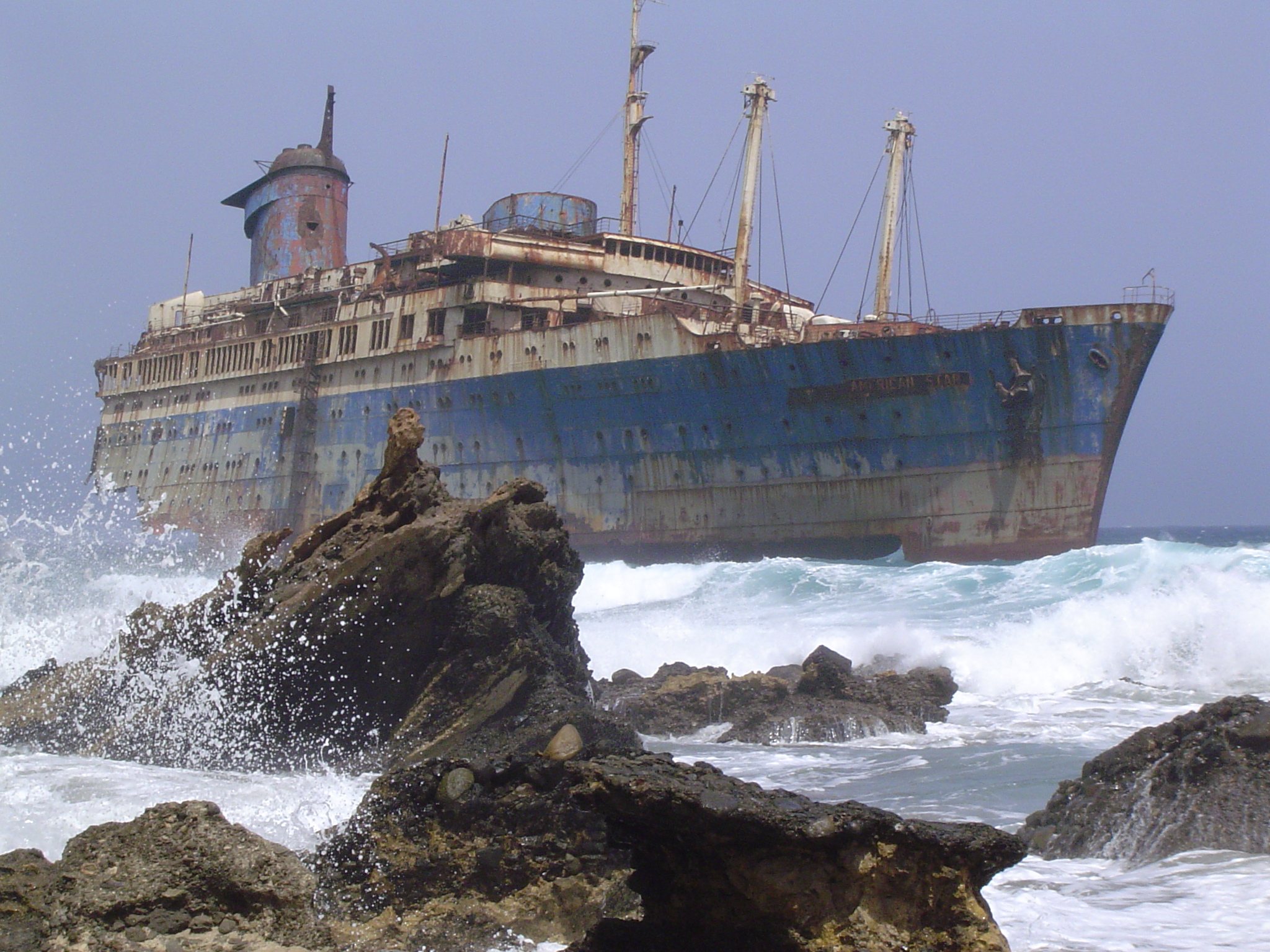
A roncs 2004-ben
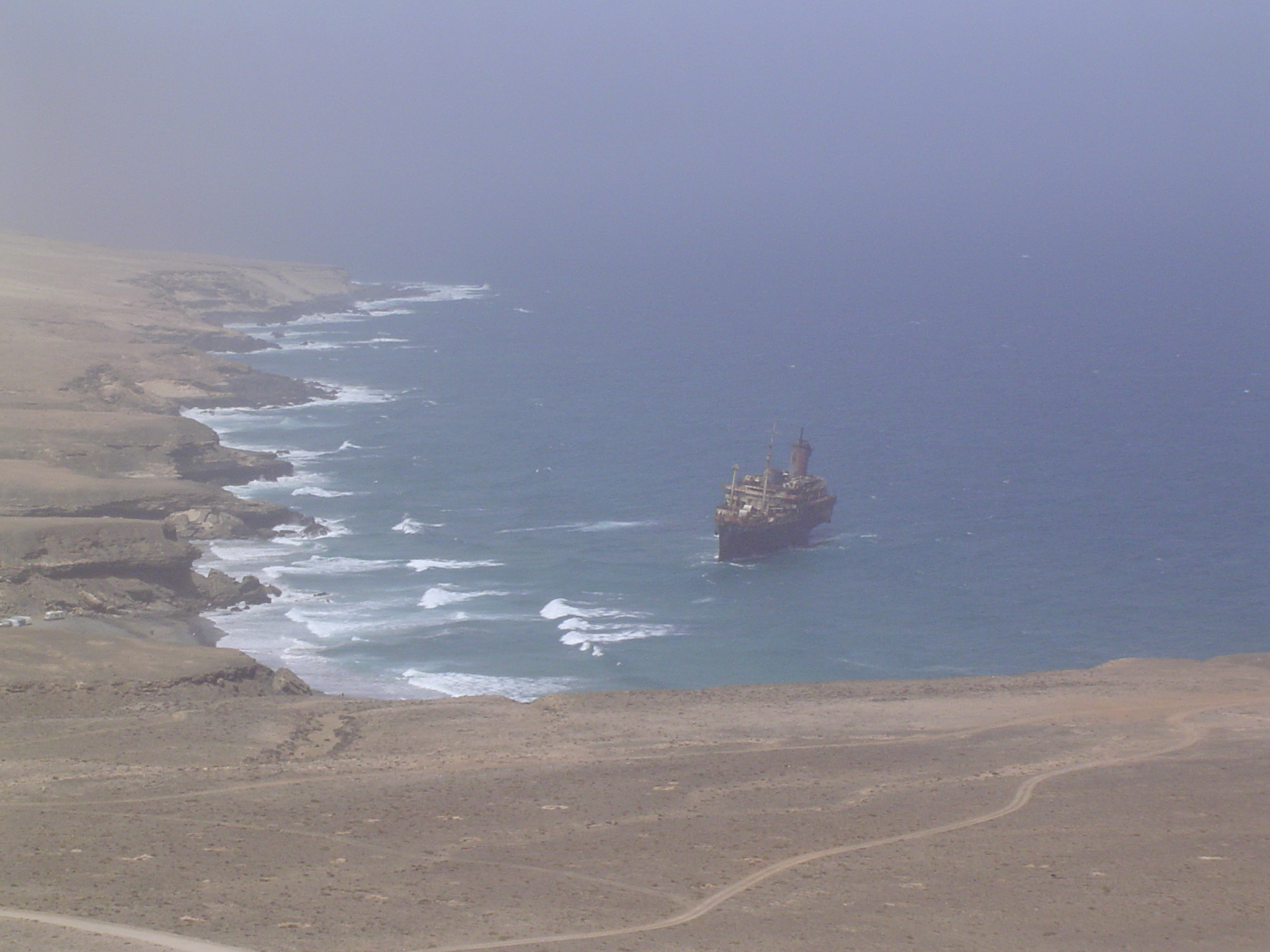
A roncs légi felvételen
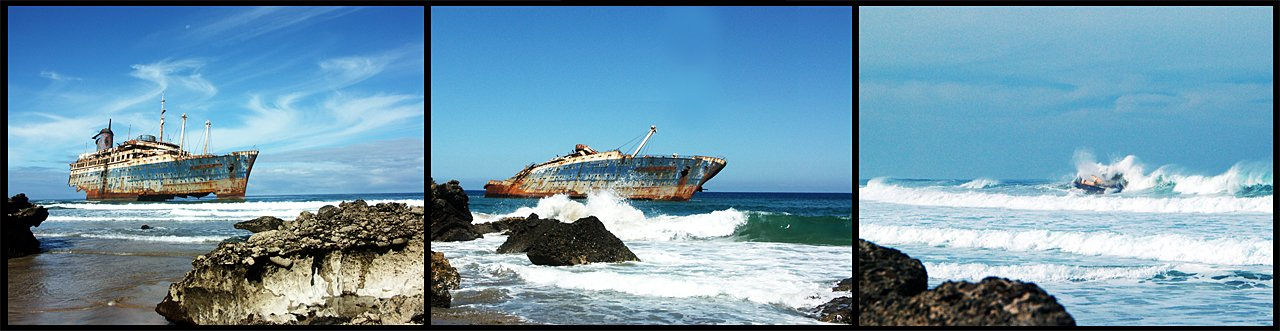
A roncs 2005 és 2007 között
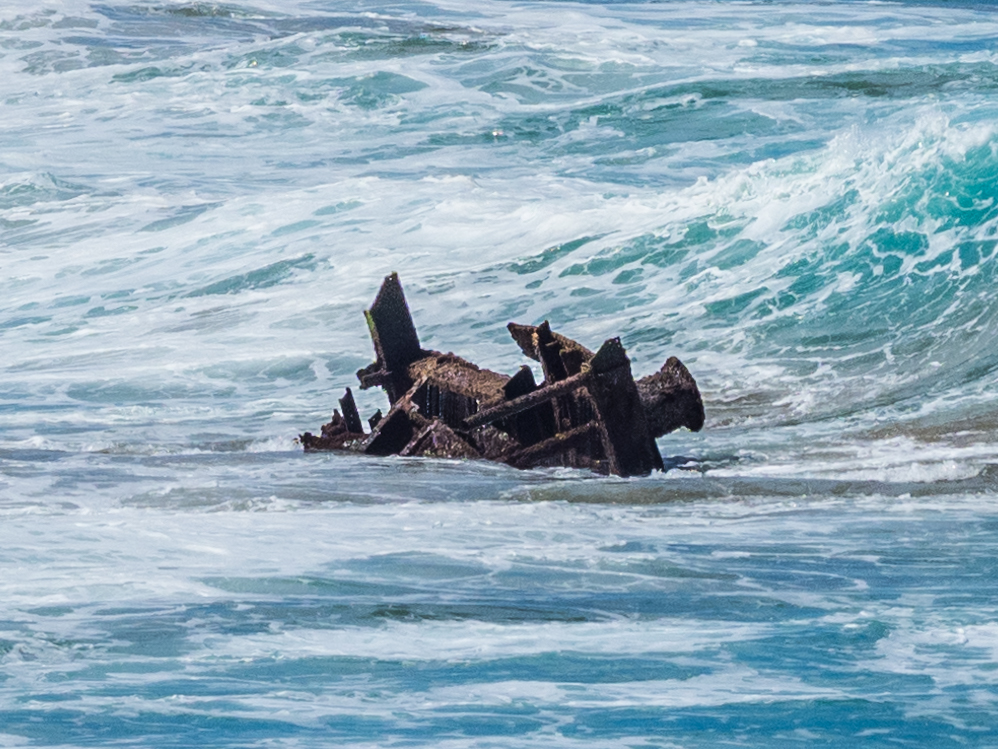
Az American Star utolsó maradványai 2018 márciusában

## Fordítás
Ez a szócikk részben vagy egészben  a   SS America (1939) című angol Wikipédia-szócikk ezen változatának fordításán alapul.  Az eredeti cikk szerkesztőit annak laptörténete sorolja fel. Ez a jelzés csupán a megfogalmazás eredetét és a szerzői jogokat jelzi, nem szolgál a cikkben szereplő információk forrásmegjelöléseként.